# Romanistische Beiträge zur Rechtsgeschichte
Romanistische Beiträge zur Rechtsgeschichte ist der Titel einer Sammlung von Beiträgen zum römischen Recht, die von 1919 bis 1933 im Verlag De Gruyter herausgegeben wurde.

## Inhalt und Herausgeber
Die Reihe wurde begründet von Ludwig Mitteis, Josef Partsch und Ernst Rabel. Diese gaben auch die ersten drei Hefte heraus. Die Hefte bzw. Bände 4 bis 6 wurden herausgegeben von Rabel und Ernst Levy. An der Reihe mitgearbeitet haben auch Paul Koschaker, Otto Lenel, Fritz Pringsheim, Fritz Schulz, Heinrich Siber, Leopold Wenger und Moriz Wlassak.
Die Reihe ist nach Angabe Mitteis als Sammlung von Beiträgen „zur römischen und sonstigen antiken Rechtsgeschichte“ konzipiert gewesen. Das Inhaltsgebiet umfasste nach Eigenangabe die „Geschichte des römischen, des griechischen und des byzantinischen Rechts“ sowie die „Geschichte des römischen Rechts im Mittelalter und in der Neuzeit“. Die einzelnen Hefte umfassten jeweils eine abgeschlossene Abhandlung; in der Konzeption waren auch Sammelbände mit mehreren Artikeln geplant.

## Bände
| Heft   | Titel | Autor                 | Erscheinungsjahr |
| ------ | --- | --------------------- | ---------------- |
| Heft 1 | Der Kauf mit fremdem Geld. Studien über die Bedeutung der Preiszahlung für den Eigentumserwerb nach griechischem und römischem Recht | Fritz Pringsheim      | 1916             |
| Heft 2 | In einer Vorankündigung sollte dieses Heft Die Lehre von der Mora bei den römischen Juristen von Simonius enthalten. Eine solche Ausgabe, oder ein anderes Heft 2, ist aber weder auf der Seite des Verlags noch im Gemeinsamen Verbundkatalog auffindbar. |                       |                  |
| Heft 3 | Thomas Diplovatatius, De claris iuris consultis, Band 1 Lebensgeschichtliche Einleitung | Hermann Kantorowicz   | 1919             |
| Heft 4 | Justa causa traditionis – Eine Untersuchung über den Erwerb des Eigentums nach römischem Recht | Arnold Ehrhardt       | 1930             |
| Heft 5 | Prätorische Bereicherungsklagen | Georg Heinrich Maier  | 1932             |
| Heft 6 | Antikes Lösungsrecht | Wilhelm Felgentraeger | 1933             |